# Expositorium Canonicale
Expositorium Canonicale, E.C. (z łac.) – wyróżnienie nadawane księżom diecezjalnym przez biskupa w uznaniu za zaangażowanie eklezjalne, bądź na wniosek dziekana lub wiernych. Kapłani z przywilejem E.C. często nazywani są kanonikami (choć nimi nie są w ścisłym znaczeniu) ze względu na przysługujące im purpurowe podbicie komży i biret z purpurowym pomponem.

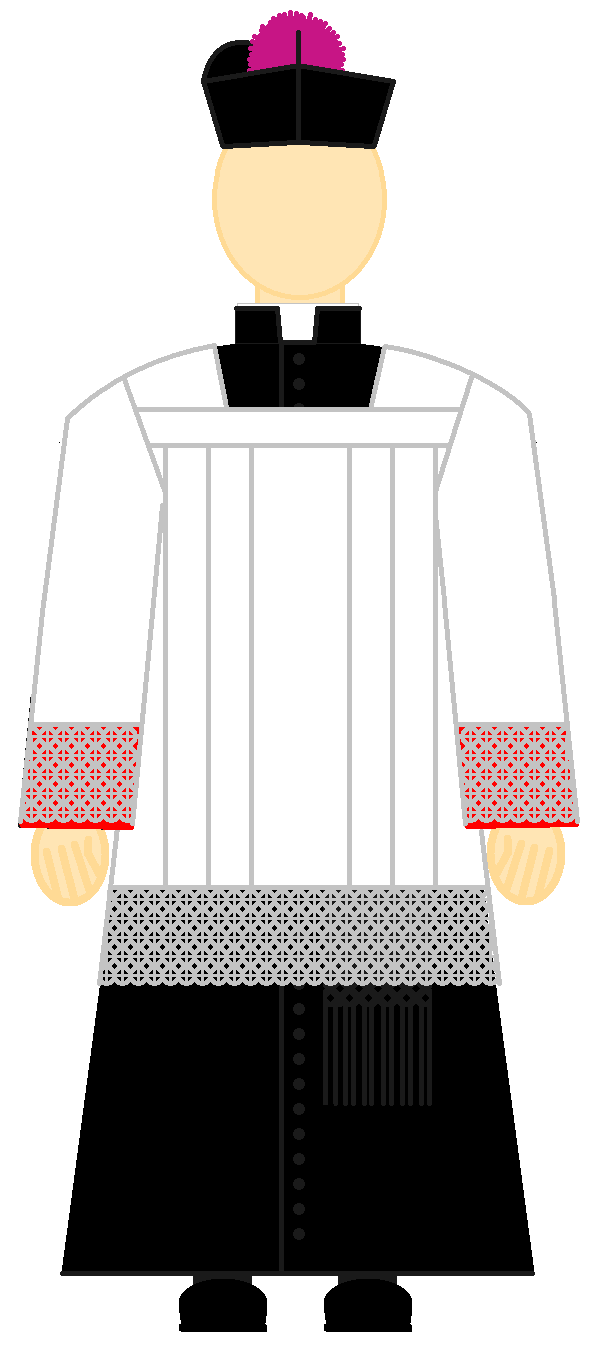
strój chórowy kapłana z przywilejem E.C.